# Crittenden County (Kentucky)
Das Crittenden County ist ein County im US-amerikanischen Bundesstaat Kentucky. Im Jahr 2020 hatte das County 8990 Einwohner und eine Bevölkerungsdichte von 9,6 Einwohnern pro Quadratkilometer. Der Verwaltungssitz (County Seat) ist Marion, das nach Francis Marion benannt wurde, einem General im Amerikanischen Unabhängigkeitskrieg. Das County gehört zu den Dry Countys, was bedeutet, dass der Verkauf von Alkohol eingeschränkt oder verboten ist.

## Geographie
Das County liegt im Westen von Kentucky, grenzt im Nordwesten an den Bundesstaat Illinois, getrennt durch den Ohio River und hat eine Fläche von 961 Quadratkilometern, wovon 23 Quadratkilometer Wasserfläche sind. An das Crittenden County grenzen folgende Nachbarcountys:
| Hardin County (Illinois) | Union County | Webster County  |
| Livingston County        |              |                 |
|                          | Lyon County  | Caldwell County |

## Geschichte

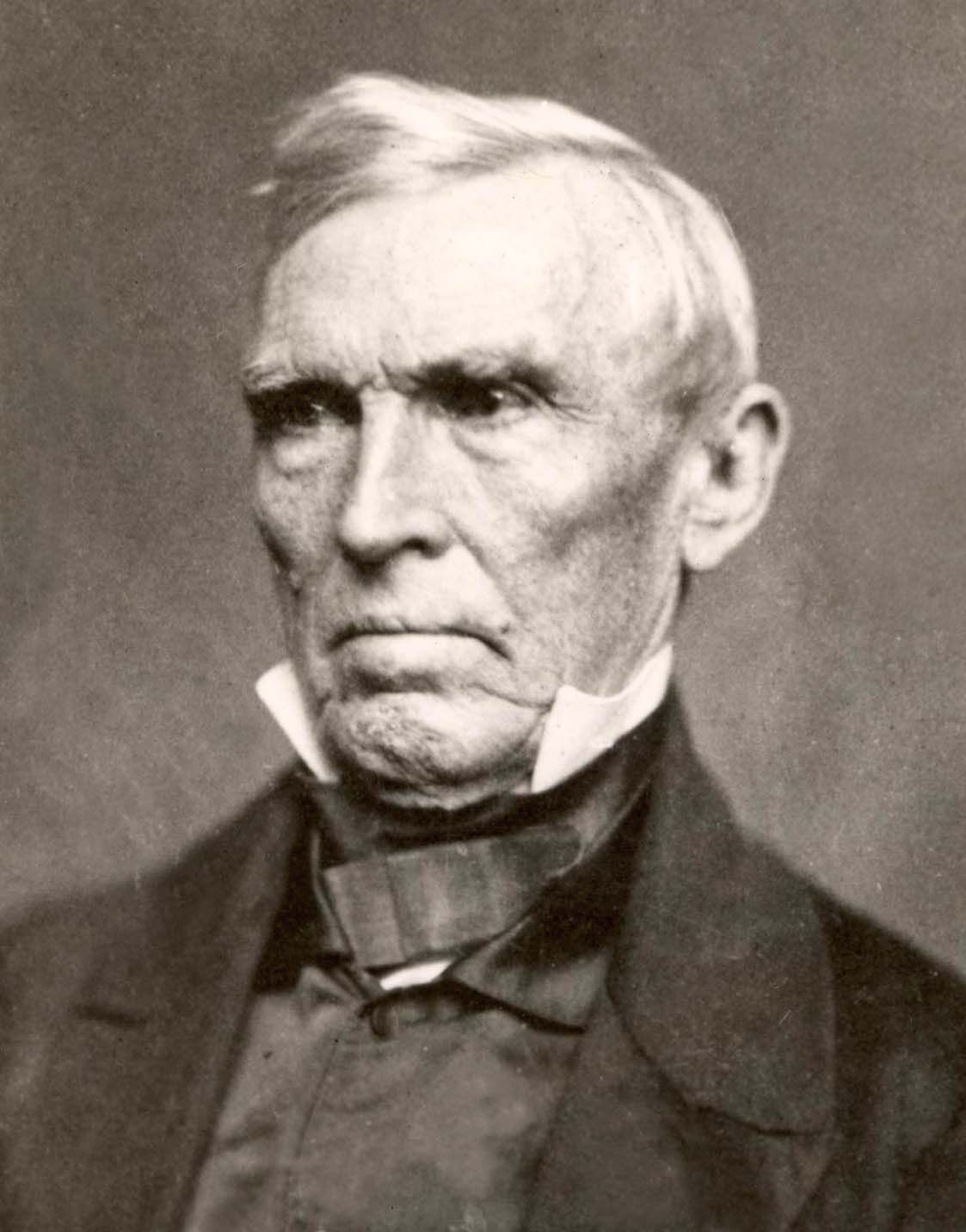
J. J. Crittenden

Das Crittenden County wurde am 26. Januar 1842 aus Teilen des Livingston County gebildet. Benannt wurde es nach John J. Crittenden (1786–1863), einen früheren Gouverneur von Kentucky (1848–1850).

## Demografische Daten
Nach der Volkszählung im Jahr 2010 lebten im Crittenden County 9315 Menschen in 3749 Haushalten. Die Bevölkerungsdichte betrug 9,9 Einwohner pro Quadratkilometer. In den 3749 Haushalten lebten statistisch je 2,45 Personen.
Ethnisch betrachtet setzte sich die Bevölkerung zusammen aus 97,7 Prozent Weißen, 0,9 Prozent Afroamerikanern, 0,4 Prozent amerikanischen Ureinwohnern, 0,2 Prozent Asiaten sowie aus anderen ethnischen Gruppen; 0,8 Prozent stammten von zwei oder mehr Ethnien ab. Unabhängig von der ethnischen Zugehörigkeit waren 0,5 Prozent der Bevölkerung spanischer oder lateinamerikanischer Abstammung.
22,5 Prozent der Bevölkerung waren unter 18 Jahre alt, 58,9 Prozent waren zwischen 18 und 64 und 18,6 Prozent waren 65 Jahre oder älter. 49,9 Prozent der Bevölkerung war weiblich.

Das jährliche Durchschnittseinkommen eines Haushalts lag bei 34.623 USD. Das Pro-Kopf-Einkommen betrug 19.463 USD. 17 Prozent der Einwohner lebten unterhalb der Armutsgrenze.

## Ortschaften im Crittenden County
Citys
- Dycusburg
- Marion

Unincorporated Communities
| - Crayne - Deanwood - Frances - Irma - Levias | - Mattoon - Mexico - Midway - New Salem - Nunn | - Piney - Piney Fork - Repton - Shady Grove - Sheridan | - Tolu - Tribune - View - Weston |

## Gliederung
Das Crittenden County ist in vier Census County Divisions (CCD) eingeteilt:
| CCD                  | Einwohner (2010) | FIPS     |
| -------------------- | ---------------- | -------- |
| East Crittenden CCD  | 1901             | 21-91098 |
| Marion CCD           | 4250             | 21-92240 |
| South Crittenden CCD | 1729             | 21-93265 |
| West Crittenden CCD  | 1435             | 21-93650 |